# Diritti degli animali nella Germania nazista
Nella Germania nazionalsocialista furono fatti molteplici sforzi per assicurare la tutela dei diritti degli animali. Tali sforzi incontrarono il favore di buona parte della popolazione e la salvaguardia degli animali era supportata dai maggiori vertici del governo nazionalsocialista. L'attuale sistema di leggi in Germania, concernente i diritti degli animali e la loro tutela, è costituito da modifiche delle leggi vigenti durante il Terzo Reich.

## Contesto storico
Sul finire del diciannovesimo secolo, la mancanza di eticità della macellazione kosher e della vivisezione erano le principali tematiche inerenti alla protezione degli animali in Germania. Presero posizione molti intellettuali importanti, come Arthur Schopenhauer e Richard Wagner. Questo dibattito continuò anche sotto il Nazionalsocialismo  
dove molti vertici del governo presero ferma posizione, tra i quali: Hermann Göring, convinto animalista (nonostante fosse un cacciatore) e sostenitore del conservazionismo, e Heinrich Himmler, che presentò vari decreti legge al fine di vietare la caccia, e addirittura Adolf Hitler, il quale si circondava sempre di cani.

## I diritti degli animali durante il governo nazionalsocialista
La modernità animalista del Nazionalsocialismo si manifestò con una serie di leggi, istituzioni e sensibilizzazioni pubbliche volte a valorizzare i diritti degli animali.
Secondo lo storiografo Boria Sax, l'opinione del Nazionalsocialismo sugli animali rifiutava la prospettiva antropocentrica: la tutela degli animali era fine a sé stessa e non agli interessi umani. Altri studiosi come Elizabeth Hardouin-Fugier negano invece questa cosa.
Nel 1927, un rappresentante del NSDAP al Reichstag chiese provvedimenti contro la crudeltà sugli animali e contro la macellazione kosher.
Nel 1932, il NSDAP propose un primo divieto della vivisezione. All'inizio del 1933, rappresentanti del Partito Nazionalsocialista al Parlamento prussiano ordirono una conferenza per promulgare il divieto. Il 21 aprile 1933, poco dopo l'arrivo al potere del NSDAP, il parlamento iniziò ad emendare leggi per la regolazione dell'uccisione degli animali.
Lo stesso Führer si espresse favorevolmente in un discorso:
(Adolf Hitler, 1933)
Nel 1934, il Reich ospitò una conferenza internazionale sulla protezione degli animali a Berlino. Il 18 marzo 1936, fu pubblicato un decreto sul rimboschimento e sulla tutela degli animali selvatici; il 27 marzo venne promulgata una regolamentazione della macellazione dei pesci e degli altri animali a sangue freddo. Il 9 settembre 1937, venne pubblicato un decreto dal ministro degli interni Wilhelm Frick nel quale venivano specificate le direttive per il trasporto degli animali. Nel 1938, la tutela degli animali venne accettata come argomento da insegnare nelle scuole pubbliche e nelle università tedesche.
Per quanto riguarda invece le iniziative non istituzionali, come avvenne per diversi movimenti indipendenti o associazioni non autorizzate dal governo, anche per le associazioni vegetariane non fu fatta eccezione e furono rapidamente messe fuori legge e le loro pubblicazioni vietate.

### Vivisezione
Nonostante l'adozione di diverse leggi volte a salvaguardare gli animali, il regime nazionalsocialista non riuscì ad attuare in toto l'abolizione della vivisezione, che fu ripristinata integralmente dopo la caduta del regime. Questa pratica veniva infatti considerata necessaria da alcuni esponenti di rilievo al fine della ricerca, anche per scopi militari.
Il principale oppositore alla sperimentazione sugli animali fu il gerarca Hermann Göring, che il 16 agosto 1933 promulgò una legge che abolì a tutti gli effetti la vivisezione, rendendo illegale la sua pratica. Non mancarono tuttavia detrattori di questa politica, infatti il 5 settembre dello stesso anno, dopo appena tre settimane dal promulgamento, la legge fu emendata in modo da permettere al ministro degli interni di concedere permessi occasionali ad istituti di ricerca ed università di effettuare la sperimentazione su animali vivi.

## Influenze sulle culture postume
La legislazione nazista in tema di animali è comunque oggetto di accesa controversia: se taluni usano tale circostanza per condannare gli odierni movimenti animalisti compiendo, tramite reductio ad Hitlerum, un'associazione tra questi e il fatto che analoghi diritti fossero stati sanciti dai nazisti, altri considerano il paragone non pertinente.
Vi è anche chi nasconde e nega la storicità dell'attività nazista in favore degli animali. Tuttavia le leggi vigenti durante gli anni del regime nazista in termini di diritti degli animali sono alla base dell'attuale sistema di leggi della Germania odierna.